# Мартынов, Алексей Петрович
Алексе́й Петро́вич Марты́нов (18 марта 1920; деревня Кирюшино Макарихинской волости Владимирского уезда Владимирской губернии — 19 декабря 1994, город Москва) — Герой Советского Союза (1946), майор (1975), военный лётчик.

## Биография
Родился 18 марта 1920 года в деревне Кирюшино Макарихинской волости Владимирского уезда Владимирской губернии. В 1935 году окончил 7 классов школы в посёлке Камешково (ныне город Владимирской области), в 1938 году — Ковровский механический техникум. Работал слесарем на экскаваторном заводе в городе Ковров (Владимирская область). В 1938 году окончил Ковровский аэроклуб.
В армии с ноября 1938 года. В 1939 году окончил Чкаловскую военную авиационную школу лётчиков (город Оренбург). Служил лётчиком в ВВС (в Забайкальском военном округе). В мае-июне 1941 года обучался в Конотопской военной авиационной школе высшего пилотажа. В июле-декабре 1941 — лётчик-инструктор 13-й военной авиационной школы первоначального обучения лётчиков.
Участник Великой Отечественной войны: в апреле-сентябре 1942 — лётчик 644-го ночного бомбардировочного авиационного полка, в сентябре 1942 — мае 1945 — старший лётчик, командир звена и заместитель командира авиаэскадрильи 901-го (с февраля 1943 — 45-го гвардейского) ночного бомбардировочного авиационного полка 9-й гвардейской бомбардировочной авиационной дивизии. Воевал на Брянском, Западном, Сталинградском, Донском, Центральном, Белорусском и 1-м Белорусском фронтах. Участвовал в боях на ржевском направлении, Сталинградской и Курской битвах, Черниговско-Припятской, Гомельско-Речицкой, Рогачёвско-Жлобинской, Люблин-Брестской, Варшавско-Познанской, Восточно-Померанской и Берлинской операциях. Совершил 922 боевых вылета на самолёте У-2 (По-2) на разведку, бомбардировку живой силы и боевой техники противника, а также для связи с партизанами в тылу врага.
После войны продолжал службу в ВВС командиром авиаэскадрильи бомбардировочного авиаполка (в Группе советских войск в Германии). С апреля 1946 года капитан А. П. Мартынов — в запасе.
За мужество и героизм, проявленные в боях, Указом Президиума Верховного Совета СССР от 15 мая 1946 года гвардии капитану запаса Мартынову Алексею Петровичу присвоено звание Героя Советского Союза с вручением ордена Ленина и медали «Золотая Звезда».
В декабре 1946 года окончил Лётный центр ГВФ (город Баку). С января 1947 года по ноябрь 1949 года работал лётчиком в ГВФ (Внуковский авиаотряд), летал на зарубежных авиалиниях.
Вновь в армии с апреля 1950 года. Служил командиром самолёта в авиации Пограничных войск. С июля 1960 года капитан А. П. Мартынов — в запасе.
Жил в городе Солнцево (в черте Москвы). Умер 29 декабря 1994 года. 

Похоронен на Переделкинском кладбище.

## Награды
- Герой Советского Союза (15.05.1946);
- орден Ленина (15.05.1946);
- два ордена Красного Знамени (22.02.1944; 28.10.1944);
- два ордена Отечественной войны 1-й степени (16.07.1943; 11.03.1985);
- орден Красной Звезды (3.01.1943);
- медали.

## Память
- В городе Ковров на Аллее Героев установлен памятный знак А. П. Мартынову.
- Мемориальная доска в память о Мартынове установлена Российским военно-историческим обществом на здании Коверинской школы Камешковского района, где он учился.